# Miraheze
Miraheze es un servicio gratuito de alojamiento de wikis que utiliza el software MediaWiki. Es operado por la WikiTide Foundation, una organización sin fines de lucro registrada en Estados Unidos bajo la categoría 501(c)(3). La plataforma no contiene publicidad y se financia mediante donaciones voluntarias.

## Historia
Fue fundada en julio de 2015 por John F. Lewis y Ferran Tufan, ambos voluntarios con experiencia en proyectos wiki previos como Orain. El nombre «Miraheze» proviene de dos servidores de Wikimedia denominados Mira y Heze, utilizados anteriormente por Lewis. El servicio se lanzó al público el 3 de agosto de 2015, tras una fase inicial de pruebas. Tras el cierre de Orain debido a un ciberataque, muchas de sus wikis migraron a Miraheze, consolidando su posición como sucesor de facto de Orain. Durante este período, se implementaron herramientas como «RequestWiki» para agilizar la creación de nuevas wikis.
En noviembre de 2019, se constituyó legalmente como una organización sin fines de lucro en el Reino Unido bajo el nombre de Miraheze Limited. En 2021, Miraheze alcanzó las 5000 wikis alojadas, sin embargo, el rápido crecimiento provocó tensiones en la infraestructura, culminando en noviembre de 2022 con la falla de un disco de base de datos que dejó fuera de servicio aproximadamente una cuarta parte de las wikis durante una semana y media.
En junio de 2023, surgieron desacuerdos internos relacionados con la gobernanza y decisiones administrativas, lo que llevó a la creación de una bifurcación del proyecto llamada WikiTide por parte de exvoluntarios de Miraheze. Esta escisión resultó en la pérdida de más de tres cuartas partes de la base de voluntarios de Miraheze, generando una crisis operativa. En enero de 2024, tras una votación comunitaria, se acordó la reunificación de ambos proyectos. La WikiTide Foundation asumió la gestión de Miraheze, trasladando las operaciones a Estados Unidos y obteniendo el estatus de organización benéfica 501(c)(3). Este cambio permitió mejoras en la infraestructura y estabilidad financiera, incluyendo la adquisición de nuevos servidores y la reducción de costos operativos.

## Características
Utiliza Phabricator, su código fuente es libre y permite crear wikis bajo solicitud, las cuales son evaluadas por voluntarios designados. Los proyectos pueden ser públicos o privados y están sujetos a la Política de Contenido de la plataforma. Los usuarios disponen de diversas extensiones de MediaWiki, como VisualEditor y StructuredDiscussions. A través de la herramienta ManageWiki, los administradores pueden configurar extensiones, permisos y ajustes sin requerir conocimientos técnicos avanzados. También se admite el uso de dominios personalizados, sujeto a la configuración técnica correspondiente. Las wikis alojadas en Miraheze también pueden usar imágenes cargadas en Wikimedia Commons.
Desde enero de 2024, los servidores principales se encuentran en Salt Lake City, Utah. Además, la plataforma emplea servicios externos como Contabo y OVH para funciones de caché y resolución de nombres. 